# František Halas
František Halas, född 3 oktober 1901 i Brno, Österrike-Ungern, död 27 oktober 1949 i Prag, Tjeckoslovakien, var en tjeckisk poet, essäist och politiker. 

## Biografi
Halas föddes i Brno. 1916–19 arbetade han som lärling hos en bokhandlare. Från 1921 skrev han för de kommunistiska tidskrifterna Rovnost och Sršatec. Inom den tjeckiska modernismen var Halas under mellankrigstiden företrädare för en kontemplativ och tragisk linje, influerad av bl.a. Georg Trakl, och använde sig av ett målande och ofta dissonant språk. 
Under andra världskriget var Halas motståndsman. Efter 1945 var han ordförande i det tjeckiska författarförbundet och arbetade vid det tjeckoslovakiska informationsdepartementet. 1945–46 var Halas medlem av nationalförsamlingen för Tjeckoslovakiens kommunistiska parti. Han avled av hjärtsvikt 1949, och är begraven i Kunštát.

### På svenska
- "Gamla kvinnor" (översättning Maren Jakerlová och Artur Lundkvist). I tidskriften Ord och bild, 1948: nr 5
- "Höst" och "Min son ger undervisning" (översättning Erik Blomberg). I antologin Modern tjeckoslovakisk lyrik (FIB:s Lyrikklubb, 1961), s. 40–42[2]